# Antanina Koschal
Antanina Uladsimirauna Koschal (belarussisch Антаніна Уладзіміраўна Кошаль; * 20. November 1954 in Smaljawitschy, Weißrussische SSR) ist eine ehemalige sowjetische Turnerin aus Belarus.

## Erfolge
Antanina Koschal gehörte zum Kader der sowjetischen Turnmannschaft bei den Olympischen Sommerspielen 1972 in München, zu dem außer Koschal noch Ljubow Burda, Tamara Lasakowitsch, Olga Korbut, Elwira Saadi und Ljudmila Turischtschewa gehörten. In den Einzeldisziplinen belegte sie am Sprung und am Schwebebalken jeweils den zwölften Platz, während sie am Boden nicht über Rang 33 und am Stufenbarren nicht über Rang 49 hinaus kam. Den Einzelmehrkampf beendete sie mit 73,00 Punkten auf dem 20. Platz, womit sie in sämtlichen Einzeldisziplinen das schlechteste Resultat aller sechs sowjetischen Turnerinnen erzielte. Aus der Kombination aller Ergebnisse des Einzelmehrkampfes ergab sich für die sowjetische Riege im Mannschaftsmehrkampf eine Gesamtpunktzahl von 380,50 Punkten, die zum Olympiasieg ausreichten. Koschal gewann zusammen mit Ljubow Burda, Tamara Lasakowitsch, Olga Korbut, Elwira Saadi und Ljudmila Turischtschewa die Goldmedaille vor den Mannschaften der DDR, die 376,55,15 Punkte erzielt hatte, und der Ungarns, deren Turnerinnen den Wettkampf mit einer Punktzahl von 368,25 abschlossen.
Koschal blieb dem Turnsport nach ihrer eigenen Karriere weiterhin verbunden und fungierte unter anderem bei den Olympischen Spielen 2012 in London als Wettkampfrichterin.